# Olle Lindvall
Olle Lindvall (født 1946) er en svensk hjerneforsker ved Lunds Universitet. Lindvall og Anders Björklund (født 1945) førte stamcelleforskningen til helt nye højder, da de som de første brugte stamceller hos parkinsonpatienter. Først isolerede de umodne nervestamceller fra aborterede fostre og satte dem ind i hjernen på patienterne. Her udviklede de sig til de nerveceller, som patienterne manglede.